# Galathea (Schiff, 1831)
Die Galathea war eine dänische Korvette, mit der im 19. Jahrhundert die erste dänische Weltumseglung gelang. Nach dem Schiff sind zwei weitere dänische Forschungsreisen mit Schiffen benannt, die im 20. und 21. Jahrhundert durchgeführt wurden. Alle diese Galathea-Expeditionen umrundeten die Erde.

## Das Schiff
Die Galathea war eine als Vollschiff getakelte Korvette von 43 Metern Länge, 10,2 Metern Breite und 4,5 Metern Tiefgang. Sie wurde im Jahre 1831 auf der Gammelholm Marine-Werft in Kopenhagen für die königlich dänische Marine gebaut. Nach der Weltumsegelung von 1845 bis 1847 nahm sie am ersten Schleswig-Holsteinischen Krieg teil und wurde später als Wachschiff im Øresund eingesetzt. 
Das Schiff wurde 1861 außer Dienst gestellt, 1862 an die Handelsgesellschaft Mohr & Kjær verkauft und von dieser zum Kauffahrteischiff umgerüstet. Es ging 1889 vor der algerischen Küste verloren.

## Weltumseglung 1845 bis 1847
Am 14. Mai 1845 erhielt die Königlich Dänische Akademie der Wissenschaften einen Brief des Königs Christian VIII. Friedrich, in dem er die Ziele einer Expedition formulierte. Er hatte sich entschlossen, die Korvette Galathea unter anderem zu den ostindischen Inseln und den Nikobaren zu schicken, über die Dänemark zu dieser Zeit Souveränität hielt, um dort Studien über die Produkte dieser Inseln und ihrer Verwendung für Anbau und Handel zu betreiben.
Die Galathea nahm ihre Forschungsreise unter der Führung von Kapitän Steen Andersen Bille (1797–1883) auf. Später wurde Bille Marineminister unter wechselnden Regierungen. An Bord waren 231 Seeleute und Wissenschaftler, 36 Kanonen und Proviant für ein Jahr. Zu den Wissenschaftlern zählten der Arzt und Botaniker Didrik Ferdinand Didrichsen (1814–1887), der Botaniker Bernhard Casper Kamphøvener (1813–1846), der Entomologe Carl Emil Kiellerup (1822–1908), der Geologe Hinrich Johannes Rink (1819–1893) und die Zoologen Wilhelm Behn (1808–1878) und Johannes Theodor Reinhardt (1816–1882), von denen aber nicht alle für die Dauer der Reise blieben, sowie Zeichner Johan Christian Thornam (1822–1908) und Genremaler Poul August Plum (1815–1876). Das Budget für die Expedition betrug eine halbe Million Reichstaler, etwa drei Prozent der jährlichen Staatseinnahmen.
Die Galathea verließ Kopenhagen am 24. Juni 1845. Nach einem kurzen Halt vom 21. bis 27. Juli auf Madeira segelte das Schiff um Afrika herum in Richtung Indien, wo man in Tranquebar, Pondicherry, Madras und Kalkutta vor Anker ging. In Kalkutta wurde ein zusätzliches Schiff, das Dampfschiff Ganges, erworben, um die geplanten Aufgaben auf den Nikobaren zu unterstützen. Dort wurde intensiv wissenschaftlich gearbeitet. Den Januar 1846 verbrachte die Expedition auf den nördlichen Nikobaren und den Februar auf den südlichen Nikobaren.

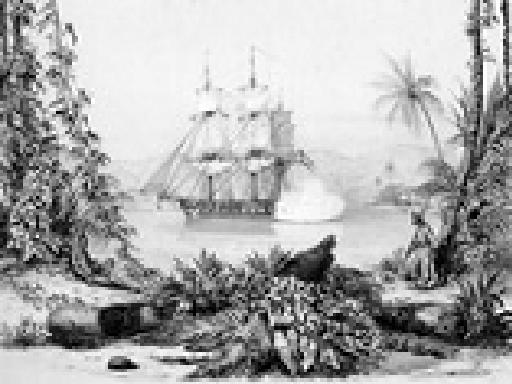
Die Galathea vor den Nikobaren (1846)

Die Galathea setzte ihre Reise nach Südostasien fort. Man lief Penang, Singapur, Batavia und Manila an, bevor man die chinesischen Küste und Hongkong, Macau, Kanton, Amoy und Shanghai besuchte. Der Versuch, in Japan vor Anker zu gehen, wurde von den dortigen Behörden abgewiesen. Das Schiff überquerte dann den Pazifischen Ozean. Man besuchte am 5. Oktober 1846 die hawaiianischen Inseln und Tahiti, Valparaíso, Callao und Lima. Anschließend umrundete man das Kap Hoorn. Von hier aus steuerte man Buenos Aires, Montevideo, Rio de Janeiro und Bahia an. Schließlich segelte die Galathea zurück nach Dänemark und ankerte am 24. August 1847 im Hafen von Kopenhagen.
Im Laufe der Reise fanden 20 dänische Seeleute den Tod, mehrere wurden entlassen oder verließen die Expedition. Die Expedition brachte 93 Behälter mit zoologischen, botanischen und geologischen Objekten sowie 21 Kisten ethnographischen Materials zurück.